# Þorgrímur Þorsteinsson
Þorgrímur Þorsteinsson (Thorgrimur Thorsteinsson, n. 939) fue un caudillo vikingo y goði de Helgafell, Snæfellsnes en Islandia. Era hijo de Þorsteinn Þórólfsson y nieto de Þórólfur Mostrarskegg. Es uno de los personajes principales de la saga de Gísla Súrssonar donde se enfrenta a su cuñado Gísle Súrsson. Gísle le hace responsable de la muerte de su mejor amigo (y hermano de su mujer Auður) Vésteinn Vésteinsson, y acaba siendo asesinado. Se casó con Þórdís Þorbjörnsdóttir, hija de Þorbjörn Þorkelsson y de esa relación nació su heredero Snorri Goði a quien no llegó a conocer. Según la saga rendía culto y oficiaba como sacerdote de Freyr, y la saga de Njál menciona que fue uno de los más grandes caudillos de la Era vikinga en la Mancomunidad Islandesa. La figura histórica de Þorgrímur también aparece en la saga Eyrbyggja, y la saga de Laxdœla.
En una versión tardía de la saga de Gísla Súrssonar se menciona a Þorgrímur como freysgoði (sacerdote de Freyr).